# Gonocerca haedrichi
Gonocerca haedrichi är en plattmaskart. Gonocerca haedrichi ingår i släktet Gonocerca och familjen Hemiuridae. Inga underarter finns listade i Catalogue of Life.